# Revolução Espanhola
A Revolução Espanhola  foi o conjunto de mudanças econômicas e sociais que ocorreram nas cidades e povoados durante a guerra civil espanhola (1936 - 1939), majoritariamente nas regiões controladas pelos anarcossindicalistas da CNT/FAI, especialmente e importante na Catalunha e Aragão. Nessas regiões, a maior parte da economia industrial e agrária foi coletivizada e administrada em regime de autogestão pelos trabalhadores, o desemprego abolido, os salários igualados, e, na maioria das regiões da Espanha, o dinheiro e a propriedade privada foram abolidos, sendo substituídos por uma economia solidária e por modos de organização anarquistas (comunismo libertário).

## Acontecimentos
A economia espanhola teve um crescimento rápido desde o final do século XIX até o início do século XX. Em especial, as indústrias mineira e metalúrgica lucraram e se expandiram enormemente durante a primeira guerra mundial, fornecendo insumos a ambos os lados. Entretanto, os resultados desse crescimento não se refletiram em mudanças nas condições sociais. A agricultura, sobretudo na Andaluzia, continuou em mãos de latifundiários, que deixavam grandes extensões de terra sem cultivar. Somava-se a isto a presença forte da Igreja Católica, que se opunha às reformas sociais e se alinhava aos interesses da elite agrária. Finalmente, a monarquia espanhola se apoiava no poder militar para manter o seu regime. O fim da monarquia e o advento da república (1931) nada mudou nesta configuração política básica, com o agravante de que esses setores se mantiveram monarquistas e tentativas de golpe se tornaram constantes.
Junto com o crescimento da economia, houve o crescimento do movimento operário. Após a fundação da primeira sociedade operária em Barcelona (1840), o movimento cresce e se espalha pelo país. Desde o início, e principalmente na Catalunha, que é a principal região industrial da Espanha, o anarquismo cria raiz e é a tendência política mais popular entre os operários. A principal confederação sindical, a CNT (Confederación Nacional del Trabajo), sob influência anarcossindicalista, se recusa a participar da política partidária. Os trabalhadores nela organizados a controlam em regime de democracia direta. Nenhum cargo é pago. Os sindicatos, além de usar a ação direta como meio para defender os interesses dos trabalhadores, criam escolas e várias atividades educativas, que procuram suprir a inexistência de uma educação pública estatal. Tais escolas possuíam forte tendência anticlerical, o que torna-as ainda mais escandalosas aos olhos dos católicos.
A coexistência entre as organizações operárias, a Igreja e as elites se dava de maneira violenta. A CNT é considerada ilegal e seus militantes perseguidos não só pela polícia, mas também por assassinos de aluguel. A repressão não distingue oposição pacífica e armada, e intelectuais como o educador Francisco Ferrer são mortos. Por sua vez, organizações como o grupo anarquista Los Solidarios são criadas com o intuito de assassinar personalidades favoráveis à repressão, incluindo clérigos, e incentivar insurreições armadas contra a ordem vigente.

### A Comuna das Astúrias
A Comuna das Astúrias foi um evento premonitório do que viria a ocorrer dois anos depois. Em 5 de Outubro de 1934, uma insurreição conjunta dos socialistas (UGT) e dos anarquistas (CNT) contra o governo de direita fracassou em todo o território espanhol, exceto nas Astúrias. Nessa região, os trabalhadores da CNT e UGT haviam trabalhado juntos, numa colaboração que foi realizada muito mais pelas bases do que pelas lideranças de cada organização. Em Gijon, barricadas foram construídas imediatamente. Os mineiros de Oviedo acorreram à defesa da capital. A fábrica de armas caiu em mãos dos operários. As indústrias metalúrgicas trabalharam dia e noite para fabricar mais armas. Entretanto, a cidade já havia sido cercada pelas tropas marroquinas de Franco. A cidade resistiu até 18 de Outubro, e durante o período de combates, conselhos operários foram responsáveis pela organização da resistência.

### A eleição da Frente Popular
Os conflitos ocorridos nos anos precedentes levaram 30 mil militantes à prisão. Para avaliar-se o tamanho da cifra, vale lembrar que o exército regular espanhol dispunha do mesmo número de praças. A distribuição de força política, segundo o Ministro do Interior espanhol, estava assim dividida nos primeiros meses de 1936.
As eleições se aproximavam. A direita estava conspirando abertamente, e caso perdesse a eleição, estava disposta a tomar o poder através de um golpe militar. Sob esta realidade, a CNT realizou um congresso em Saragoça, onde a opinião do grupo Nosotros prevaleceu. Durruti afirmou que a despeito do resultado das eleições, a classe trabalhadora seria forçada a lutar contra o fascismo nas ruas, à bala. Por esta razão, pela primeira vez em sua história, os anarquistas não fizeram propaganda pela abstenção ao voto, pois teriam mais chances de vitória lutando contra um golpe militar do que contra um governo estabelecido.
Entretanto, nem por isso os espanhóis confiaram no governo de esquerda recém eleito. Muitos latifundiários fugiram para o exterior, abandonando suas terras. Muitos dos que ficaram, se recusavam a recontratar trabalhadores despedidos ilegalmente. Neste contexto, terras começaram a ser ocupadas pelos camponeses, e em muitas localidades, a cultivaram coletivamente. Essas expropriações ocorreram por iniciativa dos próprios camponeses, inclusive filiados à UGT, em Cenicientos, Múrcia, Salamanca, Cáceres, Badajoz, e numa tal velocidade que o governo, temendo provocar uma revolta ainda maior, decidiu enviar às ocupações engenheiros agrônomos ao invés de soldados.
Com a iminência do golpe de Estado, as tensões entre Igreja e trabalhadores aumentou. A Igreja incitava à resistência armada, enquanto que igrejas eram queimadas e conventos invadidos. O Historiador Hugh Thomas, a este respeito, observou: "Em tempo algum no curso da história da Europa, talvez mesmo de todo o mundo, viu-se um ódio tão apaixonado à religião e suas obras como se viu na guerra civil espanhola". De fato, grandes brutalidades foram perpetradas por forças revolucionarias contra clérigos e religiosos. Cemitérios foram abertos e restos mortais espalhados; igrejas profanadas, seus párocos fuzilados ou torturados, etc. 
Após a vitória da Frente Popular, a coalizão de esquerda, por uma apertada diferença de apenas 2% dos votos, as ocupações e greves se multiplicaram. Com a fuga de muitos capitalistas, temendo uma iminente guerra civil, empresas começaram a ser "coletivizadas", isto é, a ausência do patrão era resolvida com o recurso à autogestão. Os próprios trabalhadores se organizavam em democracia direta para gerir as empresas. Isto não fazia parte do programa da Frente Popular, muito pelo contrário. Tudo isto foi feito por iniciativa dos próprios trabalhadores, à revelia do governo. Outro fator importante, é que uma onda grevista e de ocupações de fábricas estava atingindo a França no mesmo período, e os espanhóis tinham conhecimento disso.

### 19 de Julho
No dia 18 de Julho de 1936 começou o golpe militar, no Marrocos, em Córdoba e em Sevilha. Na madrugada de 19 de Julho, os militares foram surpreendidos pela resistência popular em Barcelona. Na semana anterior, depois que o governo se recusou a reconhecer a iminência de um golpe e a armar a população, o Sindicato de Trabalhadores em Transportes localizou e tomou posse de armas encontradas em navios estacionados no porto. Na noite do dia 18, já havia patrulhas de trabalhadores circulando na cidade, em carros marcados com a sigla CNT-FAI. Carteiras sindicais eram usadas como salvo-conduto. Ao amanhecer os confrontos entre exército e trabalhadores já haviam começado, e o governo se recusava a fornecer armas a uma multidão que havia se aglomerado em frente ao palácio de governo. Finalmente, um dos guardas de assalto (policial) entregou sua arma a um trabalhador. Outros fizeram o mesmo.
Os combates duraram até a manhã do dia 20. Entretanto, o dia 19 fora suficiente para desorganizar toda a hierarquia estatal. Com o governo hesitando e os militares rebeldes atacando, muitos soldados e guardas de assalto se juntaram aos trabalhadores para lutar a seu lado e impedir o golpe. Com a vitória do dia 20, parte do aparato policial estava derrotado (golpistas), e a outra parte já era indistinguível dos militantes revolucionários.

## A Revolução

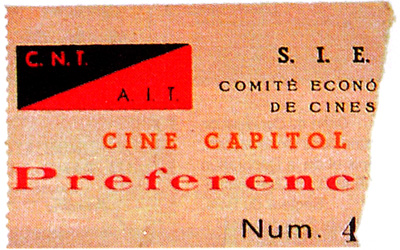
Bilhete de cinema autogerido

Durante os combates, clérigos participaram ativamente em favor dos militares golpistas, travando combate do alto de suas igrejas. No dia 20, igrejas foram queimadas. Clérigos foram perseguidos. De fato, até dinheiro foi queimado. Os ataques foram direcionados aos símbolos da antiga sociedade, que deveria ser substituída por outra, com outros valores. As casas de burgueses eram invadidas e saqueadas. As "coletivizações" se universalizaram, e praticamente toda a economia de Barcelona caiu em mãos dos sindicatos. Restaurantes públicos, instalados nos hotéis para alimentar os combatentes durante a resistência ao golpe, permaneceram abertos ao povo. Os hospitais foram os primeiros a se autogerirem, seguidos das padarias, indústrias farmacêuticas, campo, indústrias metalúrgicas, companhias marítimas, estradas de ferro, bondes e ônibus. Conselhos operários foram organizados para coordenar tudo, de milícias a cabeleireiros.
O exemplo dos cabeleireiros ajuda a ilustrar o que estava ocorrendo na economia: antes da Revolução, havia muitas barbearias pequenas, muitos desempregados, e os que estavam empregados trabalhavam longas horas por dia. Após terem tomado posse das barbearias, os cabeleireiros decidiram fechar várias delas, reduzindo a competição entre locais próximos. Além disso, todos os barbeiros foram admitidos, resultando na diminuição das horas de trabalho para cada indivíduo. Como o lucro deixou de ser subtraído pelo patrão, eles passaram a receber mais, e a poder reinvestir em seus instrumentos de trabalho, melhorando o atendimento.
Jimenez de la Beraza, um coronel de artilharia, assombrado com essas mudanças, teria dito: "De um ponto de vista militar existia um caos assustador, mas o que importava é que o caos funcionava", e teria aconselhado a não perturbá-lo, "porque ele encontraria seu próprio equilíbrio e organização em si próprio."
Milícias revolucionárias foram organizadas para avançar até Saragoça, que havia caído em mãos dos rebeldes, e estas também se organizaram em democracia direta. Elas foram formadas a partir de apelos públicos (ninguém foi obrigado); os "comandantes" (chamados de delegados) eram eleitos pelos próprios milicianos, e seu mandato poderia ser cancelado a qualquer momento, se estes perdessem a confiança de seus "subordinados". A disciplina era livremente aceita. "Nós o seguimos porque ele se comporta bem. Se ele mudasse, nós perderíamos o respeito e o deixaríamos". Para evitar a ociosidade, milicianos eram enviados para ajudar na colheita, quando não eram necessários no front. Isto também ajudava-os a criar vínculos com as populações que estavam defendendo.
Homens e mulheres participaram das milícias, sem distinções de sexo. Mulheres passaram a frequentar lugares públicos antes vedados a elas. Os hospitais passaram a fazer abortos. Mulheres começaram a ser treinadas para conduzir bondes.
No campo, as mudanças foram ainda mais evidentes: "Eles queimaram todos os santos. Deus foi esquecido, e como Deus não foi reconhecido mais, a assembléia decidiu substituir a palavra 'adeus' (adiós) por 'saúde' (salud). Na igreja nós instalamos a cooperativa de produtos agrícolas, e como tudo é coletivizado [gratuito], todo mundo usa a cooperativa." De fato, em várias localidades o dinheiro foi abolido ou substituído por cupons de consumo. O objetivo era tornar gratuito tudo que fosse possível, e racionar o que não fosse, de forma que ninguém pudesse, por exemplo, adquirir sapatos novos toda a semana, mas que tivesse acesso a um par novo quando precisasse. Essas mudanças eram decididas pelo próprio povo do lugar, jamais impostas de fora. Todas as correntes políticas participavam das assembleias nos vilarejos, e as funções eram delegadas de acordo com a conduta passada de cada um.

### Morte da Revolução
A Revolução aconteceu principalmente nas regiões onde as capitanias hereditárias  possuía maior influência, isto é, na Catalunha e em Aragão. Outras partes da Espanha onde o golpe militar fracassou foram menos afetadas. Mais importante, entretanto, é que as regiões menos industrializadas da Espanha caíram em poder dos militares golpistas, e a partir daí estes, pouco a pouco, foram vencendo a guerra civil, ajudados ativamente pelos países já em poder do fascismo (Alemanha, Itália e Portugal) e passivamente pelas potências aliadas, que fizeram um bloqueio comercial à Espanha Republicana. As decisões do congresso da CNT em Saragoça, em 1936, recomendavam que a confederação sindical colaborasse com os outros partidos para derrotar o fascismo e realizar a Revolução. Enquanto alguns anarquistas, como Durruti, acreditavam que a Revolução fosse a única forma de derrotar o fascismo, outros, como García Oliver, colocaram a ênfase na colaboração. O governo da Frente Popular não seria capaz de impedir a Revolução, mas com o objetivo declarado de obter o apoio bélico das democracias burguesas ocidentais e da URSS, procurou não incentivá-la e mesmo freá-la. Por sua iniciativa, um exército regular foi treinado, e almejou-se substituir as milícias por este; armamentos ficaram cada vez mais escassos para as milícias; proibiu-se que mulheres participassem das milícias armadas; perseguições e assassinatos políticos ocorreram, principalmente contra o POUM, mas também contra anarquistas; e especialmente, evitou-se divulgar no exterior as mudanças que haviam ocorrido, para não assustar os governos estrangeiros.
Essa política não resultou em nenhum benefício prático. As potências ocidentais não apoiaram a república espanhola, e a URSS vendeu pouco armamento em troca do tesouro nacional e maior influência para o partido comunista espanhol, que era diminuto. Milhares de militantes de esquerda, vindos de outros países, se apresentaram como voluntários para combater as tropas fascistas, mas vinham de mãos vazias. Já os golpistas receberam armamento, conselheiros militares e até tropas regulares alemãs e italianas. A guerra durou até 1 de Abril de 1939, e a Revolução foi esmagada militarmente.

### Relacionados
- Anarquismo na Espanha
- Confederação Nacional do Trabalho

### Filmografia
- A Língua das Mariposas (1999)
- Buenaventura Durruti, anarquista (1999)
- Durruti en la revolución española (1996)
- Libertarias (1997)
- Soldados de Salamina (2003)
- Terra e Liberdade (1995)
- Vivir la utopía (1997)